# Frontera entre Itàlia i Grècia
La frontera entre Grècia i Itàlia es la frontera internacional íntegrament marítima entre Grècia i Itàlia al Mar Jònic, ambdós estats membres de la Unió Europea i integrats en l'espai Schengen.
El segment Nord separa el canal d'Òtranto entre les illes Jòniques (illa de Corfú i Othoni) de la península de Salento després baixa per delimitar la zona marítima de Calàbria de la zona del Peloponès. El punt sud est el trifini amb Líbia en plena mar Mediterrània.
Un tractat defineix precisament la frontera fixada a partir de 16 punts
- Punt 1 :39° 57.7' N, 18° 57.5' E
- Punt 2 :39° 52.4' N, 18° 56.1' E
- Punt 3 :39° 49.0' N, 18° 54.9' E
- Punt 4 :39° 17.3' N, 18° 55.6' E
- Punt 5 :39° 02.0' N, 18° 54.0' E
- Punt 6 :38° 30.0' N, 18° 43.9' E
- Punt 7 :37° 52.0' N, 18° 28.6' E
- Punt 8 :37° 21.3' N, 18° 17.0' E
- Punt 9 :36° 59.5' N, 18° 19.1' E
- Punt 10 :36° 54.4' N, 18° 19.2' E
- Punt 11 :36° 45.0' N, 18° 18.6' E
- Punt 12 :36° 26.5' N, 18° 18.0' E
- Punt 13 :36° 24.1' N, 18° 17.7' E
- Punt 14 :36° 11.0' N, 18° 15.7' E
- Punt 15 :36° 09.0' N, 18° 15.7' E
- Punt 16 :35° 34.2' N, 18° 20.7' E